# Archontophoenix alexandrae
Archontophoenix alexandrae är en enhjärtbladig växtart som först beskrevs av Ferdinand von Mueller, och fick sitt nu gällande namn av Hermann Wendland och Carl Georg Oscar Drude. Archontophoenix alexandrae ingår i släktet Archontophoenix och familjen Arecaceae. Inga underarter finns listade i Catalogue of Life.

## Bildgalleri

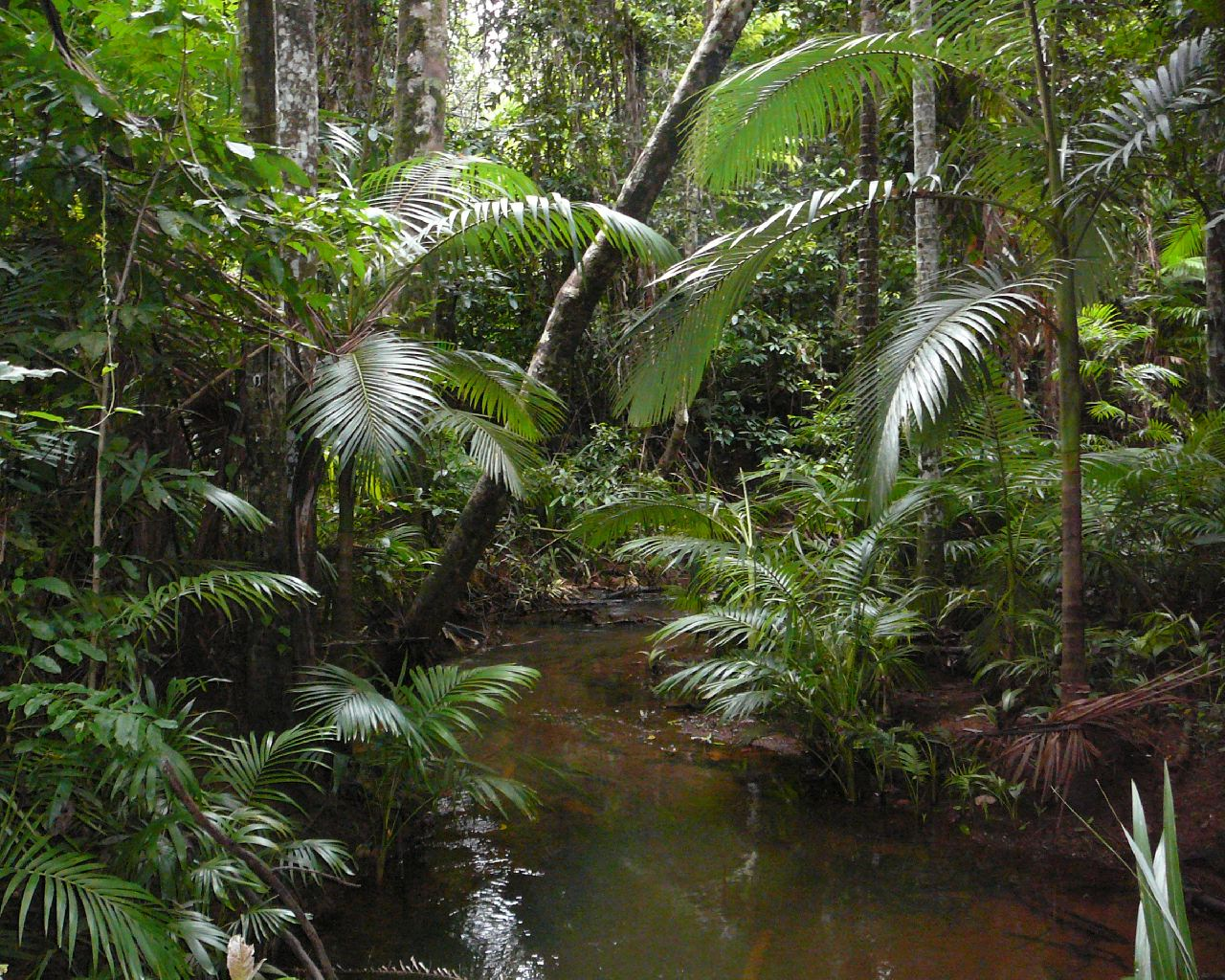
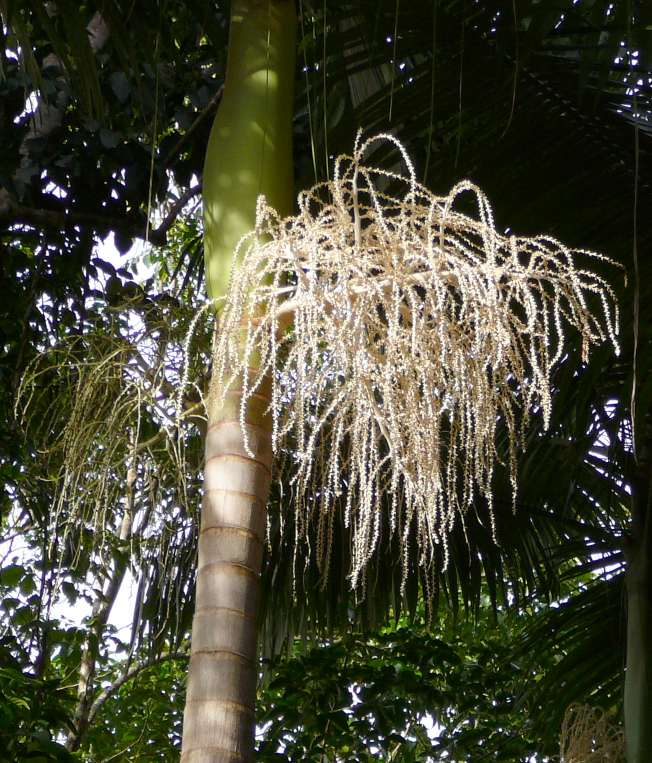
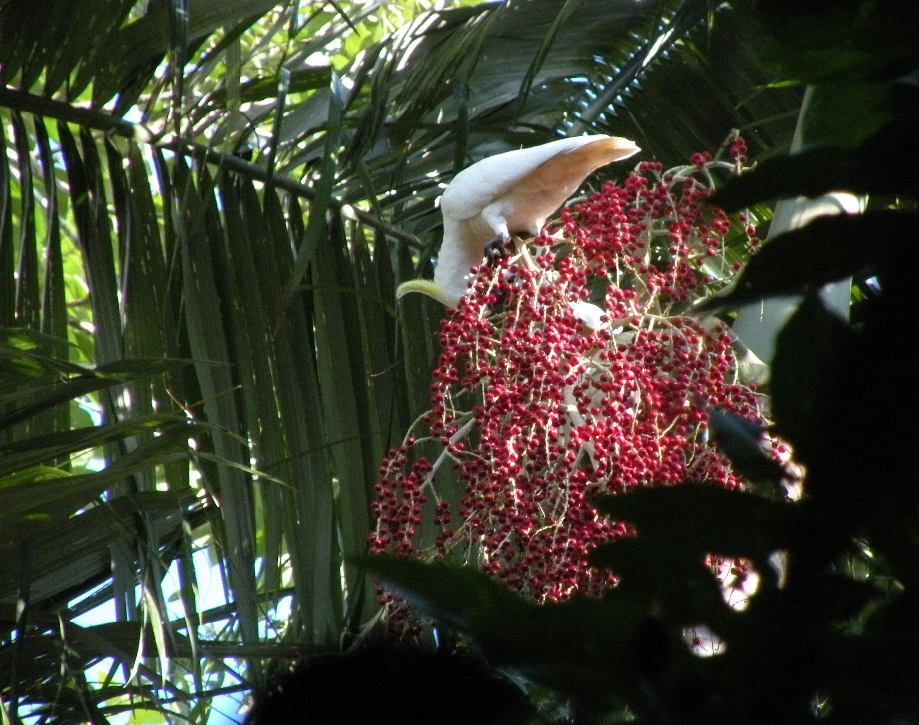
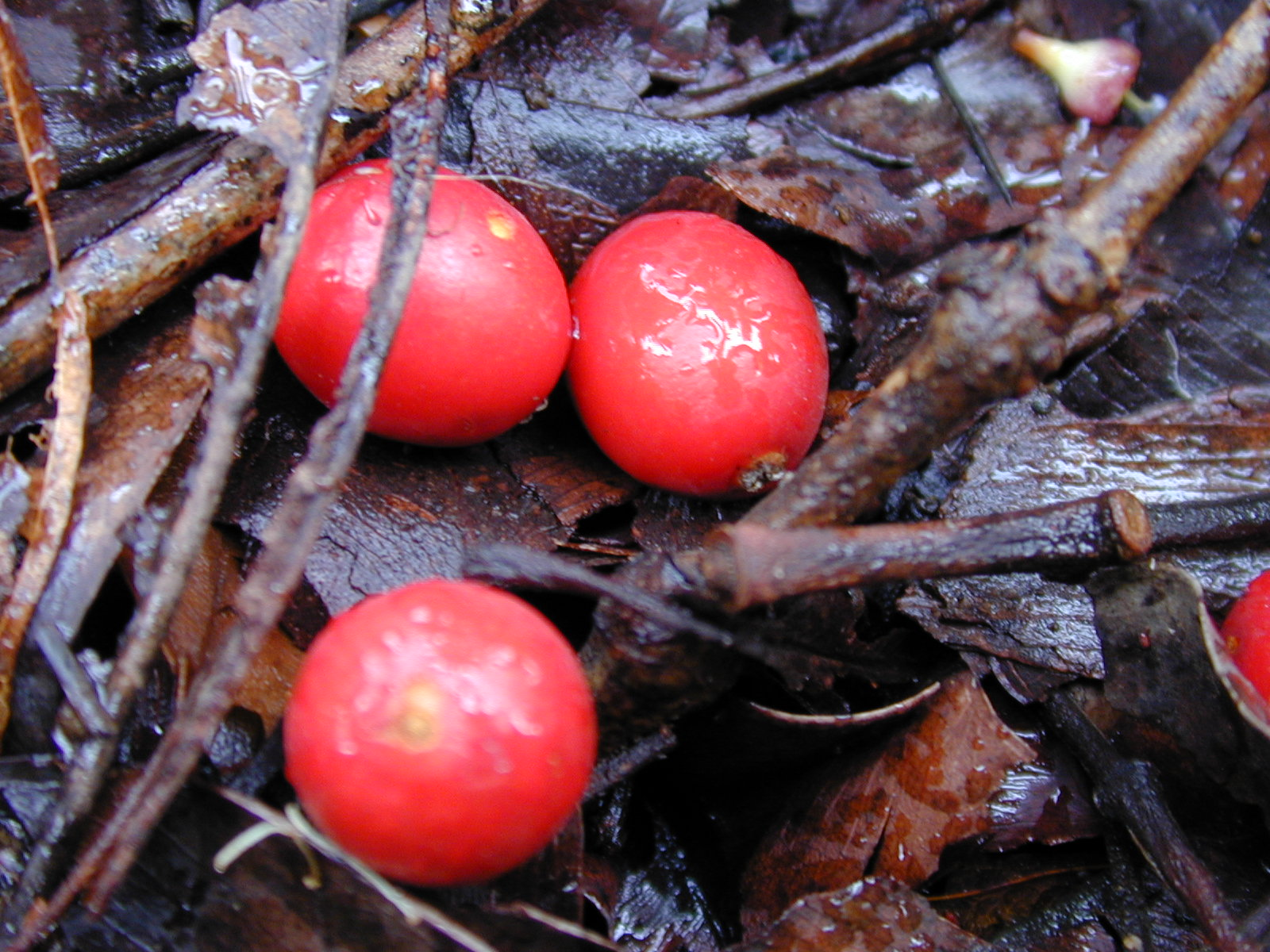